# پیامبر

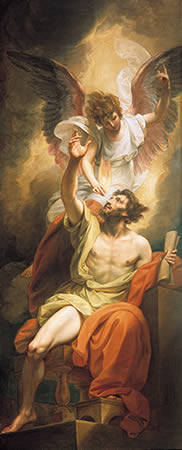
اِشَعیا، اثر بنجامین وست

به مؤسس یک دین یا کسانی که ادعا می‌کنند با خدا یا خدایانی ارتباط دارند و از جانب آن‌ها سخن می‌گویند، پیامبر یا پیغمبر و نبی یا رسول گفته می‌شود. چنین ادعاهایی در ادیان زیادی مانند یهودیت، مسیحیت، اسلام، مزدیسنا، بهائیت، هندوئیسم و غیره وجود داشته‌است. با این وجود، برداشت‌ها از این مفهوم متفاوت بوده‌است.
در برخی از اسناد خاورمیانهٔ باستان دیده شده که فردی از جانب خدایان با بشر صحبت یا آینده را پیشگویی می‌کند. کتاب مقدس انبیای بَعَل را کم و بیش مشابه انبیای یَهُوَه توصیف کرده‌است. در اسرائیل باستان افراد به میل خودشان پیامبر نمی‌شدند و گاه با وجود اینکه مخالف بودند، به اجبار نبوت می‌کردند. در مسیحیت کسانی که از جانب خدا، عیسی یا روح‌القدس صحبت می‌کردند رسول محسوب می‌شدند. در قرآن، «رسولان» و «انبیاء» دو دسته مجزا هستند، هر چند قرآن برخی را «رسول و نبی» نامیده‌است. تمام پیامبران قرآن از یک خانواده هستند. در بهائیت، افرادی به نام مظهر ظهور وجود دارند که از جانب خدا انتخاب شده‌اند.

## خاورمیانهٔ باستان

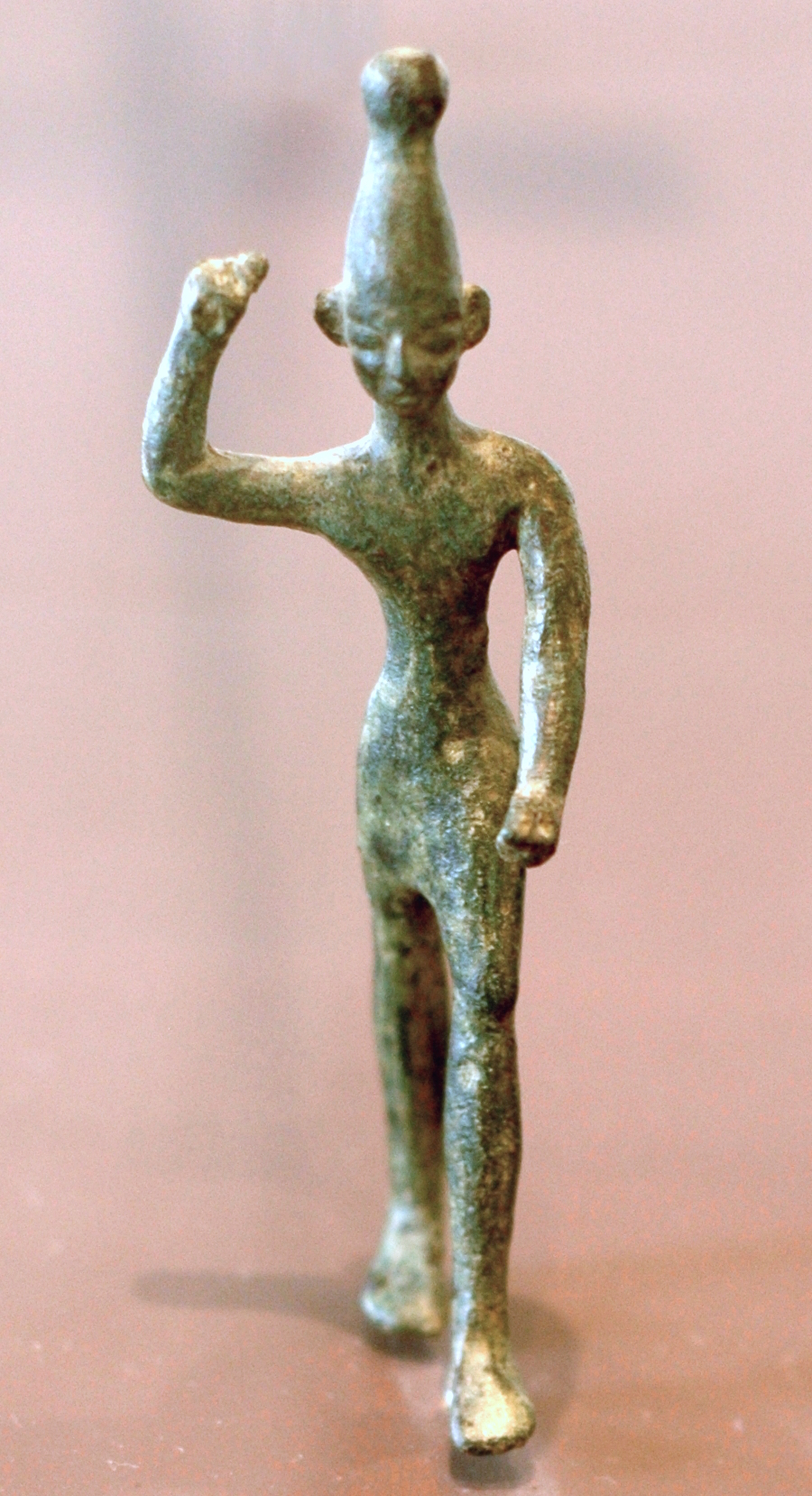
بعل خدای مردمان خاورمیانه باستان

چنین پدیده‌ای در خاورمیانهٔ باستان مشاهده شده و پژوهشگران برخی افراد و متون باستانی مثل افرادی که مدعی دریافت دستور از جانب خدایان بودند را در این دسته قرار داده‌اند؛ مثلاً، در متون اوگاریتی مواردی وجود دارد که در آن مژدهٔ اتفاقی در آینده داده شده اما به‌طور مشخص نمی‌توان گفت نویسندگان این متون گروهی مشخص و مدعی ارتباط با خدایان بوده‌اند. در کتاب مقدس اشارت پرشماری به انبیای بَعَل، خدای فنیقی، شده و اینان نیز مانند انبیای یهوه با لفظ «نبی» یاد شده‌اند اما کتاب مقدس اشاره‌ای به غیبگویی انبیای بعل نکرده‌است. هر چند، متنی مصری از فردی به نام ون‌آمون که حاوی گزارش سفر او به جبیل در فنیقیه است و ون‌آمون می‌گوید یکی از نزدیکان امیر منطقه، از خود برون‌شده و توانسته غیبگویی کند که ون‌آمون از جانب آمون آمده‌است. در اسناد بین‌النهرینی گاه دیده شده خدا (مثلا مردوک) به صورت مستقیم و گاه از طریق پادشاهان صحبت می‌کند. متنی از ۱۸۵۰ سال پیش از میلاد از اوروک حاوی پیشگویی خدایی دربارهٔ آینده اوروک است که از طریق یک فرد منتقل می‌شود. این فرد با خدا حرف می‌زند و سپس در جواب پادشاه می‌گوید «این‌ها سخنانی بود که ایشتر با من گفت.» این نوع فعالیت‌ها را بیشتر می‌توان در متون موسوم به «ماری» از قرن ۱۸ پیش از میلاد یافت و نام چند خدا و ۱۸ پیامبر (برخی مرد و برخی زن) در آن‌ها ذکر شده‌است. محققان برخی متون مصری، مثلاً متنی از شخصی به نام ایپوور که منتقد وضعیت موجود بوده یا متن موسوم به «پیشگویی نِفِرتی» را نیز مشابه انبیای کتاب مقدس دانسته‌اند. در مصر تقریباً دو هزار سال پیش، کاهنان اعظم پیامبر محسوب می‌شدند.

## ادیان

### در یهودیت
در تنخ انبیاء کسانی هستند که از جانب یهوه برای انجام کارهای او و رساندن پیام انتخاب شده‌اند. اینان به میل خود انتخاب نمی‌شوند و گاه حتی با آن مخالفت می‌کنند. نبوت در تنخ علمی نیست که شخص بتواند آن را یاد بگیرد؛ او انتخاب می‌شود و چاره‌ای جز رساندن پیام ندارد، حتی اگر با آن مخالف باشد. نبی تا حدی جایگاهی متمایز از یارانش دارد و باید مسئولیت انتخاب‌شدن را به دوش بکشد. او در حضور خداست و به شورای الهی نیز دسترسی دارد. تنها زمانی صحبت می‌کند که به او دستور داده شود اما به مجرد اینکه دستور صادر شد، باید صحبت کند. البته این بدان معنا نیست که هویت شخصی‌اش را از دست می‌دهد. ترجمهٔ پیام به زبان محلی نیز به عهد هموست. دومین بخش تنخ «کتب انبیاء» نام دارد و خود به دو بخش انبیای متقدم و انبیای متأخر تقسیم شده‌است. انبیای متأخر نیز شامل دو بخش انبیای کبیر و انبیای صغیر است.
«نبی» (נָבִיא، نوی) که احتمالاً ریشهٔ عبری ندارد و هم‌ریشه با «نبو» در زبان اکدی است، به معنای «فراخواندن» یا «احضار کردن» است. اولین کسی که در تورات «نبی» خوانده شده، ابراهیم است زیرا او توانایی میانجیگری میان خدا و بشر را دارد: «اما تو (ابیملک) باید زن (ساره) این مرد (ابراهیم) را به او برگردانی، زیرا او یک نبی است و می‌تواند برای نجات جانت میانجیگری کند.» در سِفْر تثنیه، قوم اسرائیل که از حضور یهوه هراسان شده‌اند، از موسی درخواست می‌کنند که جلوتر برود و آنچه خدایشان می‌گوید را بشنوند و برایشان بازگو کند. در هفتادگانی (ترجمهٔ یونانی تنخ) نبی را προφήτης (پیشگو یا سخنگو [از جانب خدا]) ترجمه کرده‌اند. در سِفْر خروج، موسی و هارون چنین نقشی دارند و از جانب خدای اسرائیل با فرعون صحبت می‌کنند. وقتی موسی درخواست خدا برای رفتن به مصر را رد کرد، خدا پاسخ می‌دهد برادرت هارون نبی (سخنگوی) تو خواهد بود. موسی در تثنیه (آخرین کتاب تورات) برای اولین بار نبی نامیده می‌شود. موسی به صورت مستقیم با خدا دیدار می‌کند اما دیگر انبیاء تنها از طریق رویاهایشان؛ این تمایز را قائل شده‌اند چراکه در خاورمیانهٔ باستان فکر می‌کردند خدایان از طریق رؤیاها با انسان‌ها ارتباط برقرار می‌کنند. تثنیه رؤیا را با نبوت مرتبط می‌داند و داستان‌هایی مثل یوسف و دانیال نشان می‌دهد تعبیر خواب در اسرائیل باستان وجود داشته‌است. گفته شده برخی انبیاء نیز کارهای حیرت‌آور انجام می‌دادند؛ مثلاً، الیاس در نبرد با پیامبران کنعانی با پایین آوردن آتش از آسمان، به پیروزی رسید.
در یهودیت و بر طبق کتاب مقدس یهودی (تنخ)، خداوند پیامبران را هم از بین مردان (نبی) و هم از بین زنان (نبیّه) برمی‌گزیند.

### در مسیحیت
پیامبران در مسیحیت اولیه کسانی محسوب می‌شدند که از جانب خداوند، خدای یگانۀ تثلیث ("پدر آسمانی، پسر=کلمه، روح‌القدس") سخن بگویند.
در مسیحیت و طبق کتاب مقدس مسیحی (عهدقدیم و عهدجدید) خداوند هم مردان (نبی) و هم زنان (نبیّه) را بر طبق حکمت خود به پیامبری برمی‌گزیند.

### در مانوی

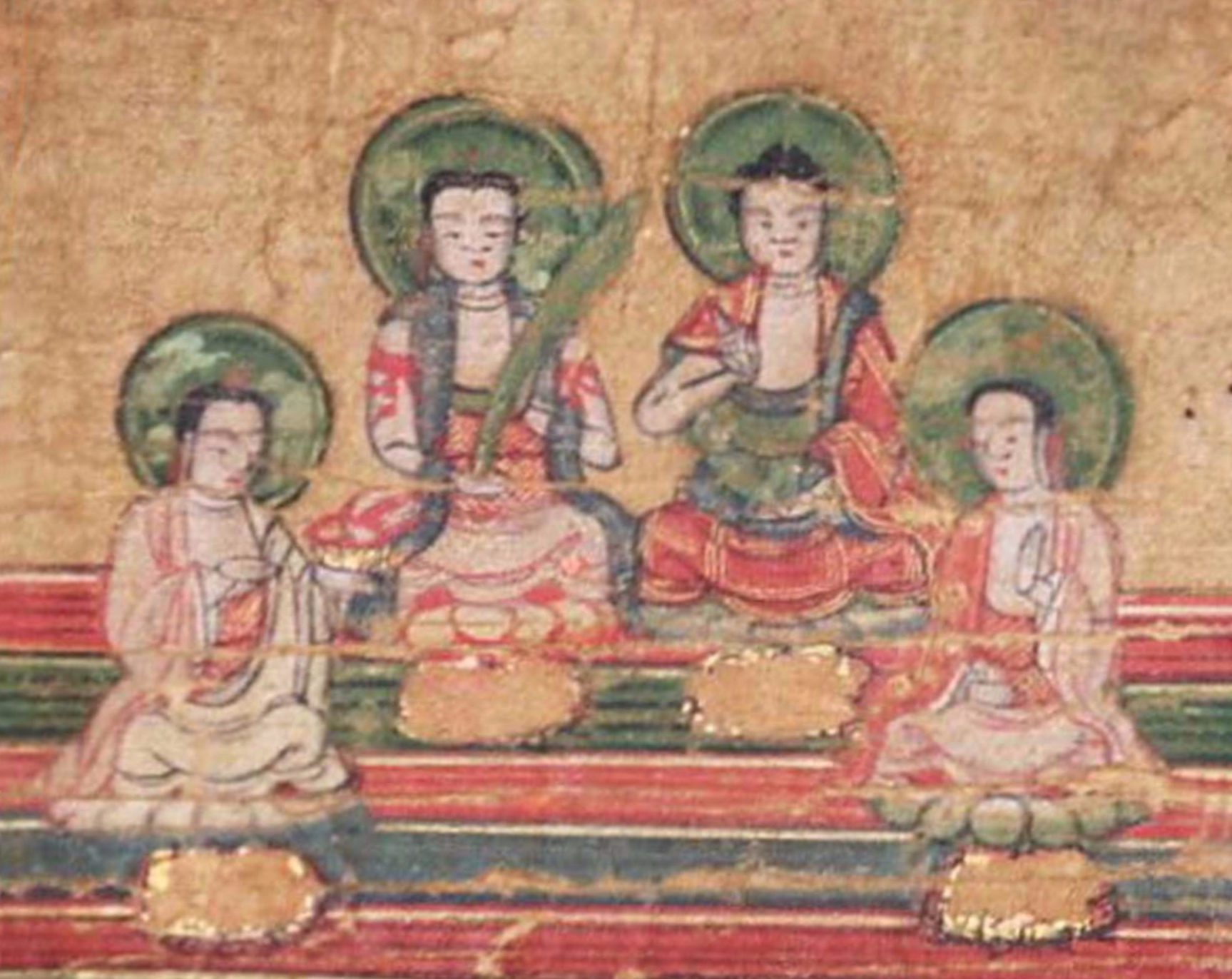
چهار پیامبر آیین مانوی، در نقاشی «نمای مانوی جهان» مربوط به دوران حکومت دودمان یوان (۱۲۷۱–۱۳۶۸) بر چین. (چپ به راست): مانی، زرتشت، بودا و عیسی.

در نوشته‌های مانوی که از خرابه‌های معابد مانوی در چین پیدا شده، از زرتشت و دین او با احترام یاد شده‌است. در این نوشته‌ها، نام زرتشت را در ایغوری «زروشچ بورخان» نوشته‌اند. این کلمه بورخان که حدود ده مرتبه در این نوشته‌ها تکرار شده، به معنی «پیامبر الهی» است. این نوشته‌ها به شرح پیکارهای زرتشت و پس از او مانی با جادوگران بابل می‌پردازند.

### در اسلام
در اسلام به افرادی گفته می‌شود که تصور شده از جانب الله وحی دریافت کرده‌اند. در عربی نیز مانند عبری چنین افرادی «نبی» (جمع: نبیین یا انبیاء) نام دارند. این لغات روی هم ۷۵ بار در قرآن به کار رفته‌اند. لغت رایج‌تر در قرآن، «رسول» (فرستاده) است که ۳۰۰ بار دیده می‌شود. اینطور که معلوم است، مانند عهد جدید، رسولان قرآن نیز جایگاهی بالاتر از انبیاء دارند و هرگاه این دو کلمه کنار هم قرار گرفته‌اند، ابتدا رسول و سپس به نبی اشاره شده‌است. مفسران مسلمان، مانند بیضاوی، اینطور گفته‌اند که رسول به شخصی می‌گویند که کتابی بر او نازل شده اما انبیاء کتاب یا شریعتی از خود ندارند. در قرآن افراد مختلفی مثل موسی، اسماعیل و محمد با هر دو عنوان «رسول و نبی» یاد شده‌اند اما همه رسولان، نبی نیستند؛ مثلاً فرشتگان نیز رسولان الله نامیده شده‌اند. به گفته قرآن، پیامبران به ترتیب و یکی پس از دیگری فرستاده شدند و همه آن‌ها از خاندان آدم، نوح، ابراهیم و اسرائیل هستند. قرآن همچنین می‌گوید خدا رسولان را از میان انسان‌ها و فرشتگان انتخاب می‌کند و پیامبران توانایی‌هایی مثل دیدن غیب دارند که دیگران آن را ندارند. برای برخی نیز برتری‌هایی قائل شده که دیگر پیامبران فاقد آن هستند؛ مثلاً، می‌گوید خدا ابراهیم را به عنوان دوست خودش انتخاب و با موسی صحبت کرد. قرآن برخی را نیز اولوالعزم نامیده اما نام‌هایشان را مشخص نکرده‌است. پیامبران قرآن با آدم آغاز و با محمد، به پایان می‌رسند.
در اسلام و بر طبق آموزهٔ قرآن و نظر علمای مسلمان، خداوند فقط مردان را به پیامبری برمی‌گزیند.

### در بهائیت
در بهائیت، به کسانی که معمولا پیامبر نامیده می‌شوند، «مظهر ظهور» گفته می‌شود زیرا بهائیان اعتقاد دارند خدا پیام و ارادهٔ خود را در همه زمان‌ها و به شیوه‌های مختلفی — از جمله از طریق مظاهر ظهور — ابراز می‌کند. هدف خدا از این کار این است که آن مظاهر دین را در جهان رواج دهند و به همین جهت، اینان واسطهٔ بین خدا و بشر محسوب می‌شوند. مظاهر تجسم خدا محسوب نمی‌شوند، هر چند آن‌ها را با آدم‌های عادی نیز یکسان نمی‌دانند؛ به همین جهت، آنان دارای خصیصه‌های الهی و بشری هستند. در کنار مظاهر، بهائیان پیامبران پایین مرتبه‌تری نیز دارند. در بهائیت، مظاهر چون خورشید (که از خود نور دارد) هستند و پیامبران دیگر چون ماه (که نورشان را از خورشید می‌گیرند). مثلاً، موسی یکی از مظاهر ظهور است اما برادرش هارون در میان پیامبران کوچک‌تر جای می‌گیرد. دیگر پیامبران یهودی نیز در همین دسته‌اند.